# Rodrigo Souto
Rodrigo Souto (født 9. september 1983) er en brasiliansk fodboldspiller.